# Dymitr Kantakuzen
Dymitr Kantakuzen (cyr. Димитрије Кантакузин) (ur. 1435, zm. ok. 1487) – historyk serbski, poeta.

## Życiorys
Bizantyńska rodzina Kantakuzenów przybyła do Serbii w czasach Jerzego I Brankovicza. Irena Kantakuzena została żoną Jerzego I Brankovicza, jej brat Tomasz Kantakuzen był dyplomatą w służbie despoty serbskiego.
Dymitr urodził się w mieście Nowe Brdo w Serbii, gdzie mieszkał też jego ojciec (nieznany z imienia). Jego braćmi byli Jan Kantakuzen, Aleksy i Jerzy. Wszyscy trzej zostali straceni w egzekucji w Galacie z rozkazu Mehmeda II Zdobywcy 16 września 1477 roku (wraz z nimi stracono ich czterech synów oraz dwunastu wnuków). Jedynym ocalałym był Dymitr. Ten przebywając w Rylskim Monastyrze napisał "Żywot św. Jana Rylskiego", "Hymny do św. Dymitra" i "Zniszczenie Dacji". Jest uznawany za jednego z najbardziej utalentowanych i najbardziej oryginalnych serbskich poetów średniowiecza.